# ぼくら社
ぼくら社（ぼくらしゃ）は、ビジネス書を主体に書籍を編集・出版する企業である。
ぼくら社出版発行の出版物はプレジデント社を発売元としている。

## 概要
2013年設立。主にビジネスに関する単行本を編集・出版している。
2014年6月、活動停止。

## 主な刊行物
- 『疑問論』（安田佳生、2013年）
- 『ぼくだったら、そこは、うなずかない。』（石原明、2013年）
- 『リンゴを半分に切るだけで、あなたの人生は変わる』（MIHO、2013年）
- 『ぼくの人生はだれのもの？』（本田直之、2013年）
- 『発動せよ！変人感性』（小阪裕司、2013年）